# Shravanabelagola
Shravanabelagola är en ort i Indien.   Den ligger i distriktet Hassan och delstaten Karnataka, i den södra delen av landet, 1 800 km söder om huvudstaden New Delhi. Shravanabelagola ligger 878 meter över havet och antalet invånare är 5 079.
Terrängen runt Shravanabelagola är platt, och sluttar västerut. Runt Shravanabelagola är det tätbefolkat, med 308 invånare per kvadratkilometer. Närmaste större samhälle är Channarāyapatna, 12,2 km väster om Shravanabelagola. Trakten runt Shravanabelagola består till största delen av jordbruksmark.